# Chalcis wollastoni
Chalcis wollastoni är en stekelart som beskrevs av Kirby 1883. Chalcis wollastoni ingår i släktet Chalcis och familjen bredlårsteklar. Inga underarter finns listade i Catalogue of Life.